# عدد أيزنشتاين الأولي

أعداد أيزنشتاين الأولية الصغرى.الأعداد الموجودة على المحاور الخضراءare associate to a natural prime of the form 3n − 1. كل الباقينhave an absolute value squared equal to a natural prime.

في الرياضيات، عدد أيزنشتاين الأولي هو عدد طبيعي لأيزنشتاين أي أن :
{\displaystyle z=a+b\,\omega \qquad (\omega =e^{2\pi i/3})}
حيث يكون هذا العدد غير قابل للاختزال (وبالتالي يكون أوليا).